# Concistori di papa Onorio II

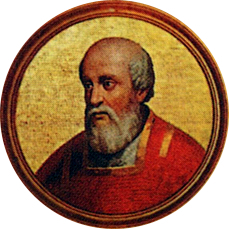
Papa Onorio II

Questa voce raccoglie l'elenco completo dei concistori per la creazione di nuovi cardinali presieduti da papa Onorio II, con l'indicazione di tutti i cardinali creati di cui si hanno informazioni documentarie (27 nuovi cardinali in 6 concistori). I nomi sono posti in ordine di creazione.

## 1124 (I)
- Guido, creato cardinale vescovo di Tivoli (morto prima del 1148)

## 1125 (II)
- Gregorio, creato cardinale presbitero di Santa Balbina
- Uberto Ratta, creato cardinale presbitero di San Clemente (morto ca. 1138)
- Alberico Tomacelli, creato cardinale presbitero dei Santi Giovanni e Paolo (morto ca. 1130)
- Rodolfo degli Armanni della Staffa, creato cardinale diacono di Santa Maria in Aquiro, dopo febbraio 1126 (morto nel 1140)
- Stefano Stornatus, creato cardinale diacono di Santa Lucia in Silice (morto verso luglio 1137)
- Ugo Geremei, creato cardinale diacono di San Teodoro (morto ca. 1129)
- Cosma, creato cardinale diacono di Santa Maria in Aquiro (morto nel febbraio 1126)
- Pietro dei Garsendi, creato cardinale diacono di Santa Maria in Via Lata (morto prima di dicembre 1127)

## 1126 (III)
- Mathieu, O.S.B.Clun., creato cardinale vescovo di Albano (morto nel dicembre 1135); beato
- Giovanni, O.S.B.Cam., abate generale del suo Ordine; vescovo di Ostia (morto alla fine del 1133)
- Sigizzone Bianchelli, junior, creato cardinale presbitero dei Santi Marcellino e Pietro
- Gregorio, creato cardinale presbitero di Santa Sabina (morto ca. 1137)
- Matteo, creato cardinale presbitero di San Pietro in Vincoli (morto nel 1137 o 1138)
- Anselmo, Can.Reg. S. Pietro in Coelo aureo; creato cardinale presbitero di San Lorenzo in Lucina (morto prima di settembre 1143)
- Pierre, creato cardinale presbitero di Sant'Anastasia (morto ca. 1134)
- Gian Roberto Capizucchi, creato cardinale presbitero di Santa Cecilia

## 1127 (IV)
- Bennone de' Cocliti, creato cardinale presbitero (titolo ignoto) (morto ca. 1141)
- Guido Guelfucci di Castello, creato cardinale diacono di Santa Maria in Via Lata; eletto papa con il nome di Celestino II il 26 settembre 1143 (morto nel marzo 1144)
- Pierre, creato cardinale diacono di Sant'Adriano al Foro (morto verso aprile 1130)

## 1128 (V)
- Joselmo, creato cardinale presbitero di Santa Cecilia (morto ca. 1138)
- Rustico, creato cardinale presbitero di San Ciriaco alle Terme Diocleziane (morto prima del 1142)
- Rustico de' Rustici, creato cardinale diacono di San Giorgio in Velabro (morto dopo febbraio 1130)

## 1129 (VI)
- Errico, creato cardinale presbitero di Santa Prisca
- Gerardo, creato cardinale presbitero dei Santi Nereo e Achilleo
- Matteo, creato cardinale diacono di San Teodoro (morto ca. 1130)

## Fonti
- (EN) Current and historical information about the Bishops and Dioceses of the Catholic Hierarchy around the world, su catholic-hierarchy.org.
- (EN) Salvador Miranda, Honorius II, su fiu.edu – The Cardinals of the Holy Roman Church, Florida International University. URL consultato il 27 luglio 2015.